# 紐馬基特 (密蘇里州馬里昂縣)
紐馬基特（英語：Newmarket）是位於美國密蘇里州馬里昂縣的鬼鎮。

## 地理
紐馬基特所處的海拔為高於海平面180米（即591英呎），而該地所採用的時區為UTC-6，即北美中部時區（CST）。同時該地設有夏令時間，為UTC-6調快一小時，即UTC-5（CDT）。